# Dax Holdren
Dax Holdren (* 9. April 1972 in Santa Barbara (Kalifornien), USA) ist ein ehemaliger US-amerikanischer Beachvolleyballspieler.

## Karriere
Dax Holdren spielte von 1995 bis 2009 auf der US-amerikanischen AVP Tour und von 1997 bis 2006 auch international auf der FIVB World Tour. Mit Todd Rogers wurde er bei der Beachvolleyball-Weltmeisterschaft 1997 in Los Angeles Neunter und bei der Beachvolleyball-Weltmeisterschaft 2001 in Klagenfurt Fünfter. Außerdem gelang Holdren/Rogers 2000 der Turniersieg in Rosarito (Mexiko). Größter Erfolg mit Eric Fonoimoana waren ein fünfter Platz 2003 in Berlin sowie fünf Titel auf der AVP Tour 2002/2003.
Mit Stein Metzger hatte Dax Holdren seine größten Erfolge: 2003 wurden sie Vizeweltmeister in Rio de Janeiro und 2004 erreichten sie bei den Olympischen Spielen in Athen einen guten fünften Platz.
Nach zwei FIVB-Turnieren mit Sean Scott beendete Dax Holdren seine internationale Karriere, spiele aber noch bis 2009 auf der AVP-Tour.